# Martinstift (Flensburg)
Das Martinstift am Stadtrand von Flensburg ist ein in Teilen denkmalgeschützter Gebäudekomplex einer einst gleichnamigen, sozialen Einrichtung, seit 2006 des Ausbildungsverbundes Flensburg.

## Geschichte
Das Martinstift ist eine in der Südstadt am Ende der Eckernförder Landstraße (Nummer 200) gelegene Einrichtung, die 1846 als „erstes Rettungshaus für verwahrloste Jungen und Mädchen in Schleswig-Holstein“ von einer aus Pastoren bestehenden Stiftung Flensburger Bürger zum 300. Todestag Martin Luthers gegründet worden ist. Das Erziehungsheim eröffnete am 8. Juli 1847 nach einjähriger Bauzeit und nahm bis zur Schließung 1942 mehr als 2200 Jungen und Mädchen auf. Nach dem Zweiten Weltkrieg befand sich auf dem Areal bis 1975 ein städtisches Altersheim. Nach einigen Jahren des Leerstandes nutzte die Norddeutsche Gesellschaft für Diakonie e. V. das Haus ab 1982 als Asylbewerberheim, das zur Unterbringung von anfangs 55 Asylbewerbern (aus über 30 Nationen) vorgesehen und später mit 98 Menschen voll ausgelastet war. Ein 16 Hektar großer landwirtschaftlicher Betrieb diente dem Anbau von biologischem Gemüse und der Haltung von Tieren, darunter Rotbunten Husumer Schweinen, eine dem Husumer Protestschwein ähnelnde Rückzüchtung.
Im selben Jahr (1982) begann dort das Arbeitsamt damit, junge Menschen in den Bereichen Malerei, Tischlerei, Garten- und Landschaftsbau, Küche und Hauswirtschaft innerhalb vorberuflicher Maßnahmen überbetrieblich aus- und weiterbilden zu lassen. Zu den Außeneinrichtungen der Einrichtung gehörten das Haus Wilhelminental und ein Möbellager in der Burgstraße, das in der Petuhsprache als Schapptüch (Sonntagskleidung) benannt war (vgl. Guttempler-Logenhaus (Flensburg)). Später, am 1. November 2010, eröffnete mehrwert – das andere Kaufhaus in der Steinstraße, wo auf 1800 m² gebrauchte Möbel, Haushaltsgeräte und Bekleidung zum Verkauf stehen. Nachfolger des Martinstiftes ist seit 2006 der Ausbildungsverbund Flensburg, eine Einrichtung mit 200 Plätzen der Ausbildung Nord gemeinnützige GmbH, die wiederum zur Gruppe Norddeutsche Gesellschaft für Diakonie gehört. Auf dem Gelände des Martinstiftes arbeiten seit 1992 in einer Übergangswerkstatt für psychisch Kranke „Menschen mit meist chronischen psychischen Störungen.“